# Pieve di Gera d'Adda
La Gera d'Adda (in latino Plebis Gerensis) era un'antica e atipica pieve amministrativa del Ducato di Milano istituita in seguito agli esiti degli eventi bellici che contrapposero la Lombardia al Veneto nella prima metà del Quattrocento.

## Storia
Il territorio a oriente dell'Adda fu oggetto delle mire espansionistiche veneziane per tutto il Quattrocento. Persa Bergamo, l'obiettivo strategico milanese era di contro quello di mantenere almeno una corposa testa di ponte oltre il fiume, onde non rischiare addirittura l'invasione della provincia centrale del ducato attraverso il guado di Trezzo. L'istituzione della Gera d'Adda sotto la forma di un marchesato, superando le previgenti pievi della zona, fu la soluzione del governo meneghino per rinforzare il controllo militare dell'area. Rimase invece escluso da ogni cambiamento il Comune di Treviglio, terra separata non solo dalla pieve, ma anche dalla provincia, sottoposta unicamente al mero e misto imperio del governo centrale.
Le autorità della Gera d'Adda facevano capo al podestà di Caravaggio, località infeudata in un marchesato. Ponendosi invece in radicale anomalia rispetto alla gran parte del resto della provincia, l'assetto amministrativo superò totalmente quello ecclesiastico, che in queste zone era fortemente frammentato e in alcuni casi anche decisamente atipico. Se la zona nordoccidentale apparteneva all'Arcidiocesi di Milano che, scorporandola dalla Pieve di Pontirolo, l'aveva inserita nella nuova pieve trevigliese di San Martino, gran parte della Gera era soggetta alla Diocesi di Cremona a testimonianza degli antichi legami con la città padana, e alle tre pievi cremonesi di origine medievale, dopo il Concilio di Trento successero due diversi vicariati incardinati su Caravaggio e Rivolta. Completavano il quadro, all'estremità meridionale della Gera, le parrocchie di Dovera che facevano capo ad una più vasta aggregazione di chiese sottoposte ad un condominio diocesano lodigian-pavese.
Dopo due secoli di immobilismo, a metà del Settecento la Gera fu coinvolta dalle riforme illuministiche dell'Imperatrice Maria Teresa, la quale ne espanse il territorio a sud includendovi alcuni comuni già lodigiani, dando luogo all'unico caso di modificazione dei confini provinciali di tutto l'operato della sovrana austriaca. Nel 1786 suo figlio e suo successore l'Imperatore Giuseppe II ampliò le riforme allargando il territorio aggregandovi le terre separate di Treviglio e Fornovo, la cremonese Mozzanica, e Cassine San Pietro per rettificare il confine sull'Adda, oltre alle lodigiane Crespiatica e Abbadia Cerreto. In maniera radicalmente innovativa, l'imperatore spostò tutta la Gera proprio sotto la Provincia di Lodi, ma con un nuovo ribaltone suo fratello l'Imperatore Leopoldo II restaurò il precedente ordinamento nel 1791, annullando tutte le riforme giuseppine.
L'esistenza della Gera d'Adda come entità amministrativa ebbe termine nel 1797 in seguito all'invasione napoleonica, che comportò la generale riforma del governo locale della Lombardia. A un primo progetto ispirato al compartimento giuseppino, seguì la sistemazione definitiva che, come oggigiorno, comportò la spartizione della Gera fra Bergamo e Cremona.

## Territorio
Nella seconda metà del XVIII secolo, il territorio della pieve era così suddiviso:
| Pieve civile                               | Pieve ecclesiastica                                           |
| Terra separata                             | Parrocchia prepositurale di San Martino e Santa Maria Assunta |
| Comune di Canonica                         | Parrocchia di San Giovanni evangelista                        |
| Comune di Castel Rozzone                   | Parrocchia di San Bernardo                                    |
| Comune di Pontirolo                        | Parrocchia di San Michele arcangelo                           |
| Comune di Farra Comune di Massari de'Melzi | Parrocchia di Sant'Alessandro                                 |
| Comune di Pagazzano                        | --                                                            |
| Comune di Caravaggio                       | --                                                            |
| --                                         | --                                                            |
| Comune di Brignano                         | --                                                            |
| Comune di Misano                           | --                                                            |
| Comune di Calvenzano                       | --                                                            |
| Comune di Rivolta                          | --                                                            |
| Comune di Arzago                           | --                                                            |
| Comune di Casirate                         | --                                                            |
| Comune di Agnadello                        | --                                                            |
| Comune di Pandino                          | --                                                            |
| Comune di Vailate                          | --                                                            |
| Comune di Dovera                           | --                                                            |
| Comune di Roncadello                       | --                                                            |
| Comune di Tormo                            | --                                                            |
| Comune di Corte del Palasio                | --                                                            |
| Comune di Boffalora                        | --                                                            |